# Насальська Лідія Іванівна
Лідія Іванівна Насальська (нар. 30 червня 1939, місто Карасубазар, тепер Білогірськ Білогірського району Автономна Республіка Крим) — українська радянська діячка, завідувачка молочнотоварної ферми колгоспу імені Калініна Білогірського району Кримської області. Депутат Верховної Ради УРСР 11-го скликання.

## Біографія
Освіта середня.
З 1958 року — доярка колгоспу імені Горького Черкаської області.
З 1963 року — колгоспниця, доярка, з 1981 року — бригадир, завідувачка молочнотоварної ферми колгоспу імені Калініна села Муромське Білогірського району Кримської області.
Член КПРС з 1973 року.
Потім — на пенсії в селі Муромське Білогірського району Автономної Республіки Крим.

## Нагороди
- ордени
- медалі